# 흥료국
흥료국(興遼國, 1029년 ~ 1030년)은 발해 고왕 대조영의 후손인 대연림이 1029년 요(遼)의 동경요양부(東京遼陽府) 지역에서 세운 나라다.

## 역사
발해의 유민으로 요나라(遼)의 동경 사리군상온(東京 舍利軍詳穩)으로 있던 대연림이 요(遼)의 통치에 대한 민중의 불만을 이용해 1029년 군사를 일으켜 요(遼)의 동경요양부(東京遼陽府)에서 흥료국을 건국하고 황제를 칭했다. 연호를 천경(天慶)이라 하였다.
남북의 여진도 대연림에 합류하여 세력 규모는 커졌지만, 고려는 흥료국의 국서를 거부했고, 부유수(副留守) 왕도평(王道平)과 황룡부(黃龍府)의 황편(黃翩)이 불응한 데다 발해 태보(渤海太保) 하행미(夏行美)가 내부(來附)하지 않아 요해처가 끊어졌다.
1030년 요는 남경유수(南京留守) 연왕(燕王) 소효목(蕭孝穆)을 도통(都統)으로, 국구상온(國舅詳穩) 소필적(蕭匹敵)을 부도통으로, 해륙부대왕(奚六部大王) 소포노(蕭蒲奴)를 도감(都監)으로 삼아 대연림에 대한 공격에 나섰다. 대연림은 성문을 굳게 잠그고
대비하였으나 양상세(楊詳世)의 배신으로 성문이 열려 멸망했다.

## 역대 황제와 연호
| 대수 | 성명           | 연호                        | 재위기간        |
| 1대  | 대연림(大延琳) | 천경 (天慶) 1029년 ~ 1030년 | 1029년 ~ 1030년 |

## 같이 보기
- 발해 부흥운동
- 동란국 (926년~936년)
- 후발해 (926년~?)
- 정안국 (938년~986년)
- 연파국 (975년~995년)
- 올야국 (995년~996년(1114년))
- 흥료국 (1029년~1030년)
- 고욕국 (1115년 2월~7월)
- 대발해(대원국) (1116년 1월~5월)